# 毕晓普布里格斯
毕晓普布里格斯（英語：Bishopbriggs）是苏格兰东邓巴顿郡的一个小镇。该镇位于大格拉斯哥的北部边界处，距离格拉斯哥市中心约6公里，在城市规划上属于格拉斯哥的卧城。
在2015年和2016年，皇家邮政等一些机构对英国各邮政区的居民健康程度、经济状况和商业吸引力等方面进行了综合考查，毕晓普布里格斯在苏格兰排名第二。

## 地名语源
该地名可以解释为“主教的土地”。其中，“bishop”意为主教，“rig”是苏格兰的一种土地占有制度。然而，在1850年代中期的出版地图中，它被表记为“Bishopbridges”，意为“主教之桥”。
该地苏格兰盖尔语名“Coille Dobhair”与凯德尔教区名称同源。另一种称谓“Drochaid an Easbaig”直译就是“主教之桥”。

## 历史

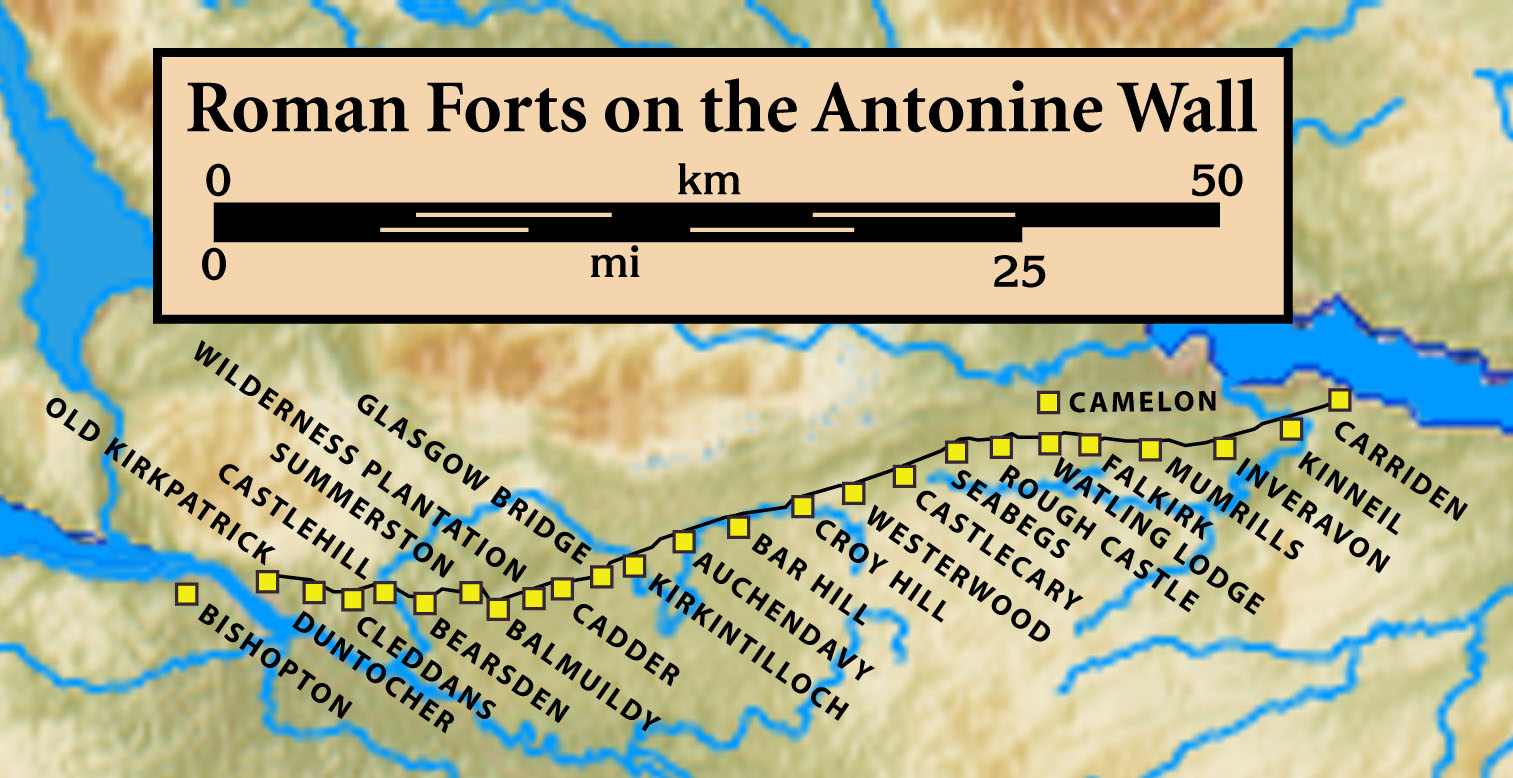
安多宁长城，凯德尔（Cadder）段。安多宁长城是罗马帝国为抵抗苏格兰原住民入侵，于公元142年开始在大不列颠岛北部边界修筑的防御工事。

毕晓普布里格斯最早的历史可以追溯到公元1世纪的罗马征服不列颠时期。考古学家在该镇以北约1.5公里的凯德尔区发现了古罗马兵营的遗迹。据考证，这是罗马第二军团在修筑安多宁长城时的临时驻地。最早的文献记录显示，该地区最初是威廉王子于1180年授予格拉斯哥主教的一片土地，后来成为了凯德尔教区的一部分。早在1568年，就有文献提到了格拉斯哥向北，通往凯德尔教区的小路。
随着1790年福斯-克莱德运河的建成，与1842年爱丁堡-格拉斯哥铁路毕晓普布里格斯火车站的开通，该地区与福尔柯克、爱丁堡和格拉斯哥等大城镇的交通更加便捷，煤矿和采石等产业得到了迅速发展。当时的毕晓普布里格斯仍是一个小村庄，1861年的记录人口为658人，1871年为782人。进入20世纪后，该镇经历了产业转型，印刷业、食品制造业蓬勃发展，生产的营养补充品特别有名。
在第二次世界大战期间的1941年4月7日，毕晓普布里格斯遭到了纳粹德国空军的轰炸，至少造成10名平民伤亡。这是1941年初纳粹德国对苏格兰大格拉斯哥地区进行的一系列袭击的一部分，其中包括三周前的克莱德班克闪电战。

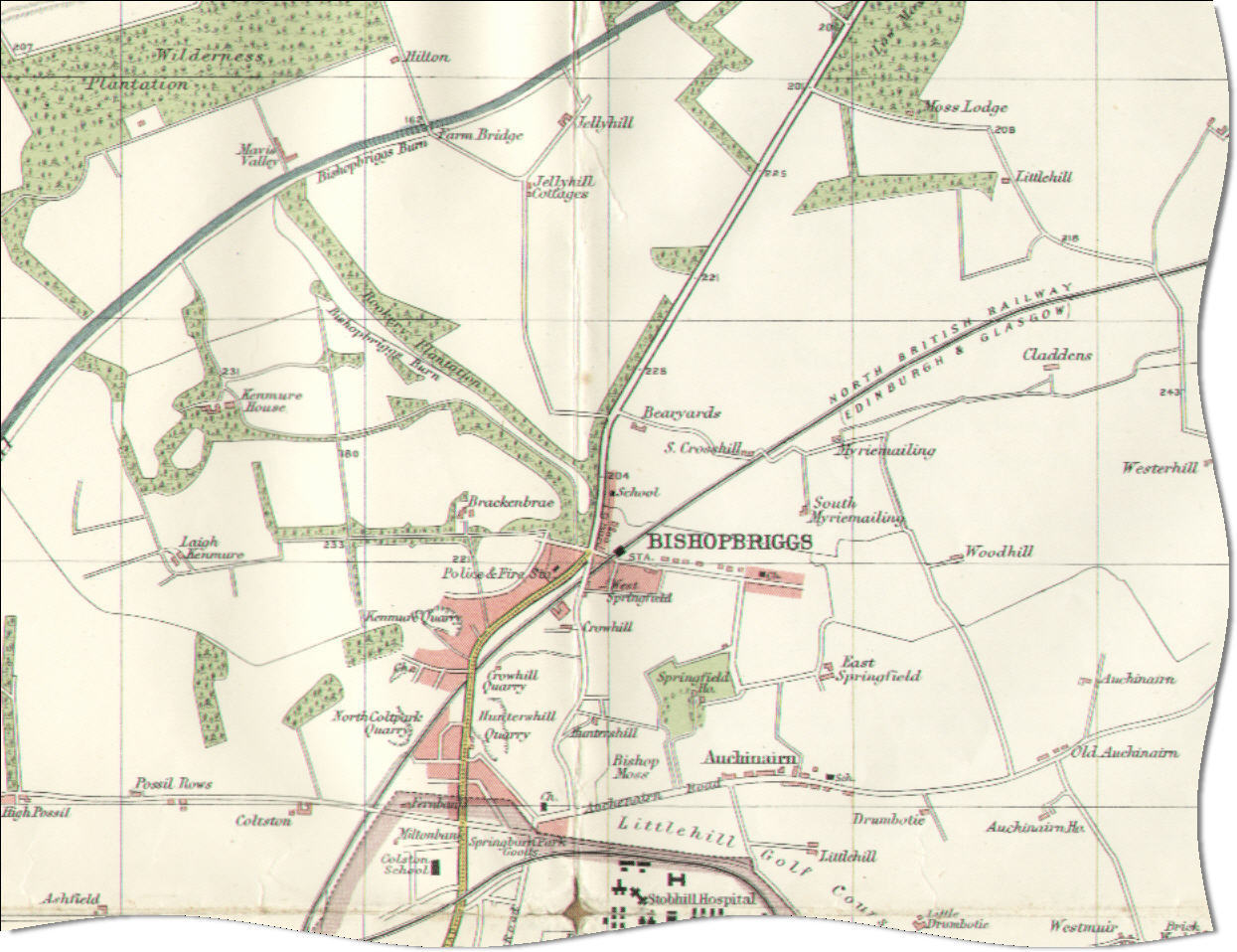
1923年左右时的地图

二战结束后，周边一些村庄互相融合，最终并入毕晓普布里格斯。再加上格拉斯哥市大都市区的重新规划，该镇接受了大量过剩人口，并进行了大规模的现代住房建设，在20世纪后半叶人口突破了2万人。

## 著名人物
- 史提夫·瓦伦丁 - 演员、音乐人、魔术师[15]
- 杰克·布鲁斯 - 音乐人、词曲作家[16]
- 艾米·麦克唐纳 - 女歌手[17]
- 阿拉斯泰尔·克洛克 - 职业橄榄球运动员[18]

## 友好城市
- 法國 科尔贝伊-埃松[19]
- 日本余市町[20]

## 图集

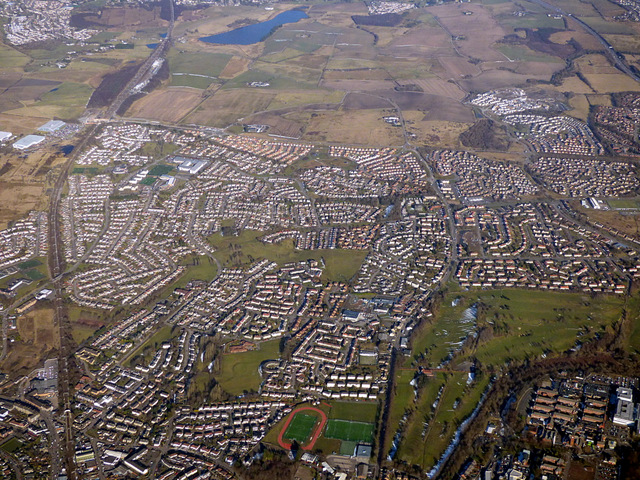
航拍（2018年）
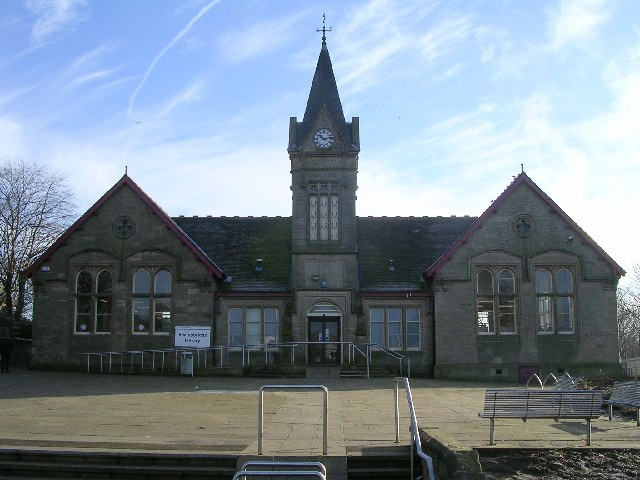
图书馆
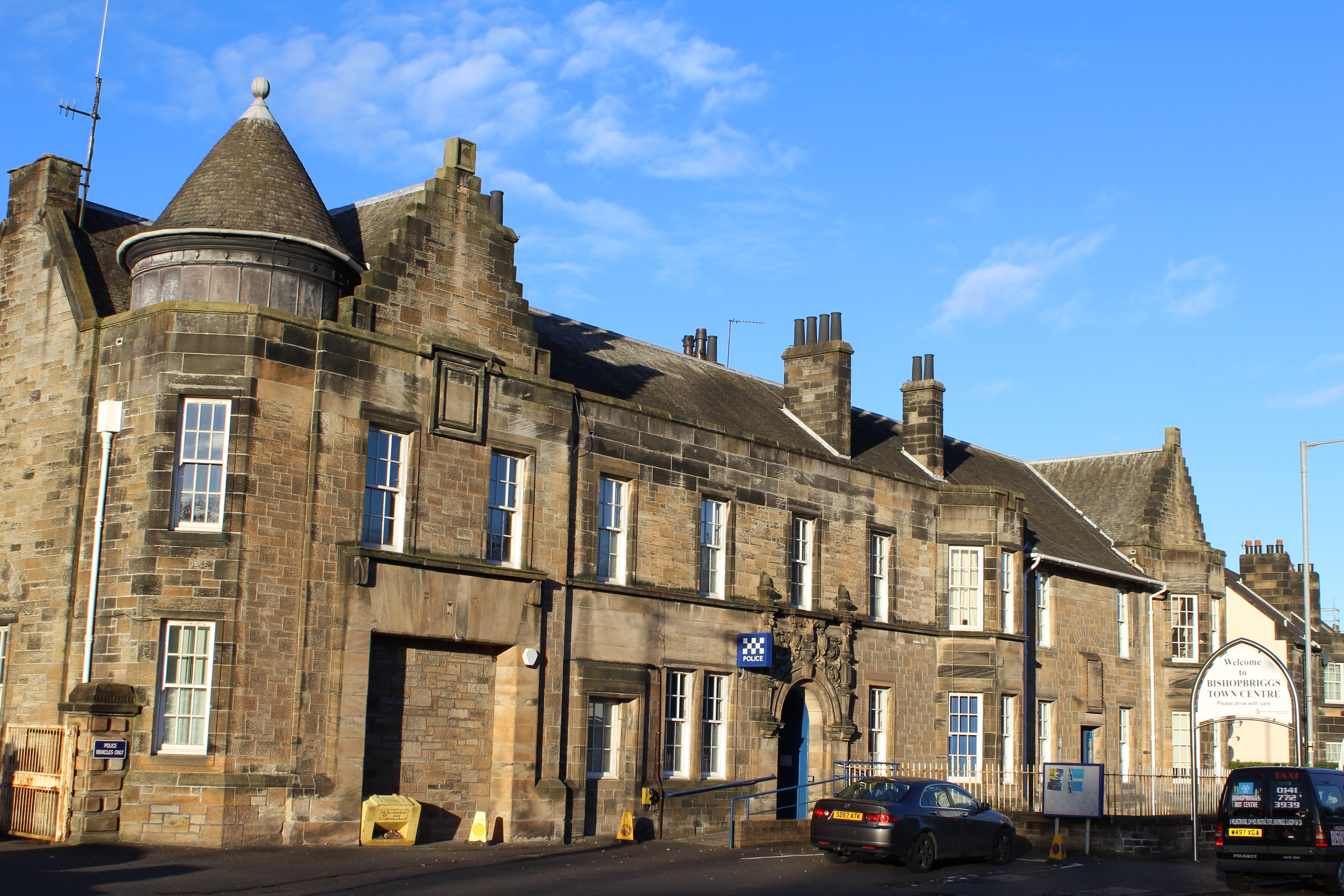
警察局
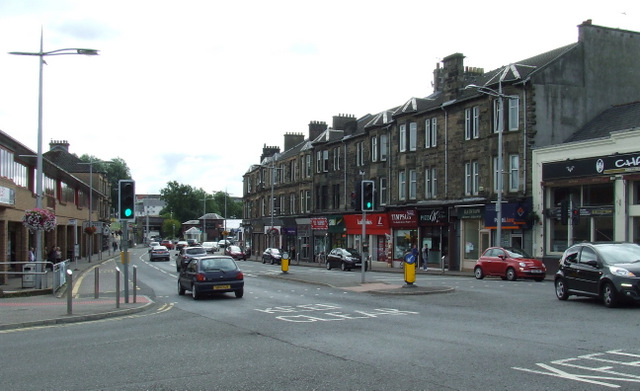
主干道
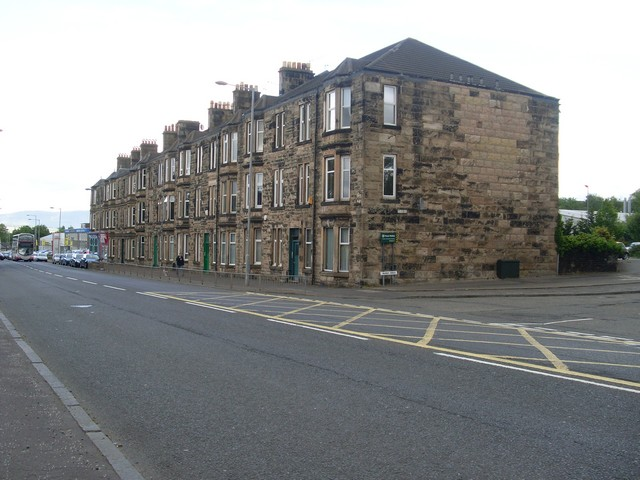
住宅区